# لويس لوبيز (لاعب كرة قاعدة)
لويس لوبيز (بالإنجليزية: Luis López)‏ هو لاعب كرة قاعدة أمريكي، ولد في 4 سبتمبر 1970 في Cidra, Puerto Rico ‏ في الولايات المتحدة.

## وصلات خارجية
- لويس لوبيز على موقعبيزبول رفرنس.كوم (الدوري الرئيسي) (الإنجليزية)
- لويس لوبيز على موقعبيزبول رفرنس.كوم (الدوري الثانوي) (الإنجليزية)
- لويس لوبيز على موقع مشجعي الرسوم البيانية (الإنجليزية)